# Пиріжок

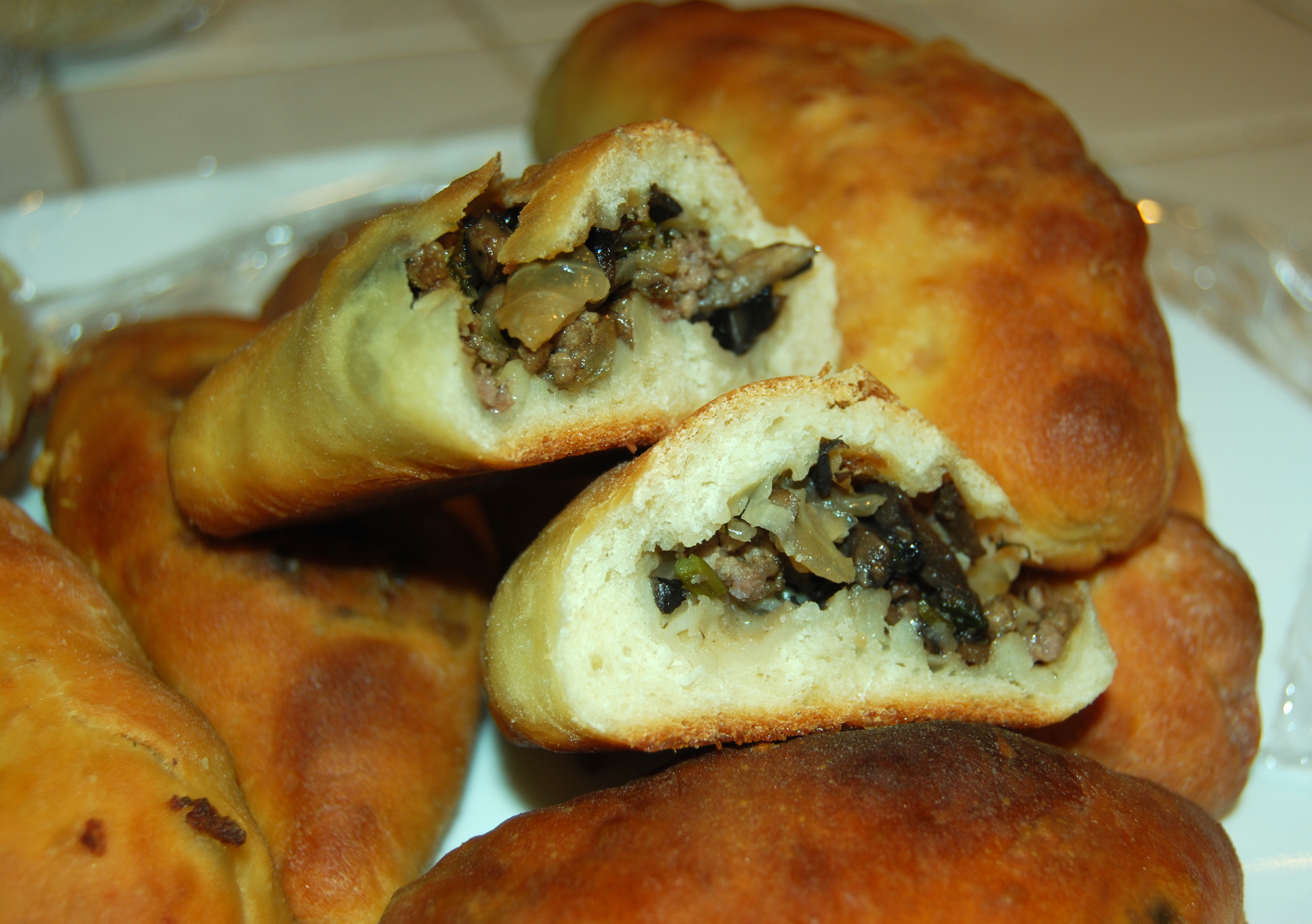
Пиріжки з м'ясом, грибами та рисом

Пиріжо́к — страва з тіста з начинкою, яке випікається або смажиться. Маленький пиріг.